# あぐりこ駅
あぐりこ駅（あぐりこえき）は、秋田県雄勝郡羽後町杉宮元稲田（開業時は旧・雄勝郡三輪村杉宮元稲田）にあった羽後交通雄勝線（旧・雄勝鉄道）の駅（廃駅）である。雄勝線の廃線に伴い1973年（昭和48年）4月1日に廃駅となった。

## 歴史
- 1928年（昭和3年）8月10日：雄勝鉄道湯沢駅 - 西馬音内駅間開通に伴い開業[1][2][3][4]。
- 1943年（昭和18年）10月16日：交通統合に伴い横荘鉄道の駅となる[2][3]。
- 1944年（昭和19年）6月1日：鉄道会社名を羽後鉄道に改称。路線名を雄勝線に制定。それに伴い羽後鉄道雄勝線の駅となる[1][2][5]。
- 1947年（昭和22年）
  - 7月23日：豪雨による路盤及び橋脚損壊により雄勝線全区間運休、当駅も営業休止となる[3][6]。
  - 8月14日：羽後山田駅 - 梺駅間が復旧、当駅も営業再開となる[3][6]。
- 1952年（昭和27年）2月15日：鉄道会社名を羽後交通に改称。それに伴い羽後交通雄勝線の駅となる[1][2][3][5]。
- 1973年（昭和48年）4月1日：雄勝線の廃線に伴い廃止となる[1][2][3][5]。

## 駅構造
廃止時点で、単式ホーム1面1線を有する地上駅であった。ホームは線路の北側（梺方面に向かって右手側）に存在した。転轍機を持たない棒線駅となっていた。
無人駅となっていたが駅舎を有し、構内の北側に位置しホーム中央部分に接していた。あぐりこ稲荷に由来する寺社風の建物であった。ホーム端は梺方、湯沢方ともにスロープを有し、枕木による柵も設けられていた。
駅舎前には鳥居が建てられていた。

## 駅周辺
駅名の由来ともなっている、近在の信仰の厚い元稲田稲荷神社（別名・あぐりこ稲荷）の下車駅で、祭り（初午）の日には大変多くの乗降客があった。周囲は水田であった。
- 国道398号柳田バイパス - 現在の状況。
- 元稲田稲荷神社（あぐりこ稲荷） - 駅北側[8]の駅前[7]。
- 羽後交通バスあぐりこバス停留所[3][5]

## 駅跡
1995年（平成7年）時点では、水田の中に消滅していた。2007年（平成19年）5月時点、2010年（平成22年）時点でも同様であった。
また、当駅跡附近の線路跡は1999年（平成11年）時点では林の南側の農道に転用されていた。

## 隣の駅
羽後交通
雄勝線
羽後三輪駅 - あぐりこ駅 - 西馬音内駅